# Ксеневич, Иван Павлович
Ива́н Па́влович Ксене́вич (5 мая 1937, Минская область — 29 января 2007, Москва) — доктор технических наук, профессор, академик Российской академии сельскохозяйственных наук.

## Биография
Родился 5 мая 1937 г. в д. Русаковичи Столбцовского района Минской области. В 1960 г. окончил Белорусский институт механизации сельского хозяйства, работал сначала в родном институте, затем на Минском тракторном заводе, где прошёл путь от рядового инженера до генерального конструктора по универсально-пропашным тракторам. С 1978 по 1980 годы учился в Академии народного хозяйства при Совете Министров СССР (г. Москва). С 1980 по 1986 г. — начальник Технического управления, член коллегии Минсельхозмаша СССР, главный редактор журнала «Тракторы и сельхозмашины», в 1986—1991 гг. — Председатель Совета по автоматизации сельскохозяйственного производства, планированию и координации ВАСХНИЛ, а в 1990—1991 гг. — академик-секретарь Отделения механизации и электрификации сельского хозяйства ВАСХНИЛ. С 1989 г. осуществлял научное руководство отделом мобильных энергосредств для растениеводства во Всероссийском научно-исследовательском институте механизации сельского хозяйства (ВИМ), г. Москва. С 1998 года являлся Президентом Российского общества содействия развитию электрических транспортных средств (НП «РОСЭЛЕТРОТРАНС») и главным редактор журнала «Приводная техника» (г. Москва, с 1999 г.)

## Награды
Награждён орденом «Знак Почёта» (1974 г.). Лауреат Государственной премии (1976 г.), премии Совета Министров СССР (1984 г.), Государственной премии Республики Беларусь (1996 г.), Заслуженный деятель науки Российской Федерации (1997 г.), лауреат Золотой медали им. Горячкина В. П. (2002 г.).

## Научные труды
Научные работы и подготовка научных кадров. Академик Ксеневич И. П. автор 424 научных трудов, в том числе 138 патентов и авторских свидетельств, являлся научный руководителей 4 кандидатов технических наук и научным консультантов двух докторов технических наук.

## Отзывы
Основоположник построения ресурсоэкономных, экологически безопасных мобильных энергосредств академик Иван Павлович Ксеневич оставил богатейшее научное наследие. Его огромная заслуга состоит в том, что он впервые системно, в полном жизненном цикле рассмотрел проблему ресурсосбережения такого класса машин, как наземные тягово-транспортные системы и относящиеся к ним сельскохозяйственные тракторы. Особая ценность разработок Ивана Павловича Ксеневича заключается в том, что каждая научная идея доведена до инженерного решения, а в совокупности его творческое наследие представляет собой научно-инженерные основы развития мобильной сельскохозяйственной техники.